# Пет хиљада метара са препрекама
„Пет хиљада метара са препрекама” је југословенски ТВ филм из 1989. године. Режирао га је Радослав Московлић а сценарио су написали Радослав Московлић и Јован Поповић.

## Улоге
| Глумац               | Улога           |
| -------------------- | --------------- |
| Радош Бајић          | Добрило         |
| Биљана Машић         | Љубинка         |
| Мирко Бабић          | Света           |
| Бранислав Андрејевић |                 |
| Владан Дујовић       | Градимир        |
| Љиљана Газдић        |                 |
| Милић Јовановић      |                 |
| Миодраг Јуришић      | Градимиров отац |
| Јован Мишковић       |                 |
| Светлана Стевић      | Врачара         |